# Sweetbox-diszkográfia
A Sweetbox albumai és kislemezei.

## Albumok
| Tina Harris                   | Tina Harris | Tina Harris |
| Cím                           | Év          | Megjegyzések |
| ----------------------------- | ----------- | --- |
| Sweetbox                      | 1998        | első stúdióalbum |
| Everything’s Gonna Be Alright | 1999        | az első album új változata |
| Jade Villalon                 |             | |
| Cím                           | Év          | Megjegyzések |
| Classified                    | 2001        | második stúdióalbum |
| Jade                          | 2002        | harmadik stúdióalbum |
| Jade (Silver Edition)         | 2003        | a Jade album számainak akusztikus változatai és remixei                                                                                                |
| Adagio                        | 2004        | negyedik stúdióalbum |
| 13 Chapters                   | 2004        | csak Európában; válogatás az Adagio és az After the Lights számaiból                                                                                   |
| After the Lights              | 2004        | ötödik stúdióalbum |
| Best of Sweetbox              | 2005        | válogatásalbum |
| Raw Treasures Vol#1           | 2005        | demók és néhány korábban kiadatlan szám |
| Addicted                      | 2006        | hatodik stúdióalbum |
| Live                          | 2006        | a szöuli koncert felvétele, CD+DVD |
| Best of 12" Collection        | 2006        | remixalbum; Kimberley, Dacia és Tina dalai is szerepelnek rajta                                                                                        |
| Complete Best                 | 2007        | 3 CD; válogatásalbum |
| Rare Tracks                   | 2008        | válogatásalbum |
| Sweet Wedding Best            | 2008        | válogatásalbum |
| Sweet Perfect Box             | 2008        | válogatásalbum; 7 CD. Tartalmazza az első 6 album Japánban megjelent változatát és egy kislemezt az Everything’s Gonna Be Alright minden változatával. |
| Sweet Reggae Mix              | 2008        | válogatásalbum, remixek |
| Da Capo                       | 2020        | kilencedik stúdióalbum |
| Jamie Pineda                  |             | |
| Cím                           | Év          | Megjegyzések |
| The Next Generation           | 2009        | hetedik stúdióalbum |
| Diamond Veil                  | 2011        | nyolcadik stúdióalbum |

## Kislemezek
| Kimberley Kearney                              | Kimberley Kearney             | Kimberley Kearney |
| Cím                                            | Album                         | Év                |
| ---------------------------------------------- | ----------------------------- | ----------------- |
| Booyah (Here We Go)                            | –                             | 1995              |
| Never Alone                                    | –                             | 1996              |
| Dacia Bridges                                  |                               |                   |
| Cím                                            | Album                         | Év                |
| Shakalaka                                      | –                             | 1995              |
| Wot                                            | –                             | 1996              |
| Tina Harris                                    |                               |                   |
| Cím                                            | Album                         | Év                |
| I’ll Die for You                               | Sweetbox                      | 1997              |
| Everything’s Gonna Be Alright                  | Sweetbox                      | 1997              |
| Don’t Go Away                                  | Sweetbox                      | 1998              |
| Sometimes                                      | Everything’s Gonna Be Alright | 1998              |
| Shout (Let It All Out)                         | Sweetbox (New Edition)        | 1998              |
| U Make My Love Come Down                       | Everything’s Gonna Be Alright | 1999              |
| Jade Villalon                                  |                               |                   |
| Cím                                            | Album                         | Év                |
| Trying to Be Me                                | Classified                    | 2000              |
| For the Lonely                                 | Classified                    | 2000              |
| Boyfriend                                      | Classified                    | 2001              |
| Cinderella                                     | Classified                    | 2001              |
| Read My Mind                                   | Jade                          | 2002              |
| Here on My Own (Lighter Shade of Blue)         | Jade                          | 2003              |
| Life Is Cool                                   | Adagio                        | 2004              |
| This Christmas/More Than Love                  | After the Lights              | 2004              |
| Killing Me DJ                                  | After the Lights              | 2005              |
| Everything’s Gonna Be Alright -Reborn- (promó) | Best of Sweetbox              | 2005              |
| Addicted                                       | Addicted                      | 2006              |
| Here Comes the Sun (promó)                     | Addicted                      | 2006              |
| Jamie Pineda                                   |                               |                   |
| Cím                                            | Album                         | Év                |
| We Can Work It Out                             | The Next Generation           | 2009              |
| Crash Landed                                   | The Next Generation           | 2009              |
| Everything Is Nothing                          | The Next Generation           | 2010              |
| Remember This Dance                            | Diamond Veil                  | 2011              |
| Minute by Minute                               | Diamond Veil                  | 2011              |
| I Know You’re Not Alone                        | Diamond Veil                  | 2011              |

## DVD-k
- Live (2006)
- Ultimate Video Collection (2008; Everything’s Gonna Be Alright – Cinderella – For the Lonely – Boyfriend – Unforgiven – Here on My Own – Trying to Be Me – Shout – Don’t Go Away – Read My Mind – Addicted – Everything’s Gonna Be Alright -Reborn-)